# ネヴィル・シュート
ネヴィル・シュート・ノーウェイ（Nevil Shute Norway、1899年1月17日 - 1960年1月12日）は、イギリスの小説家、航空技術者である。晩年はオーストラリアに移住した。小説家としてはネヴィル・シュートの筆名を使用した。

## 若年期
シュートは1899年1月17日にイーリング（当時はミドルセックス州。現在はロンドンの一部）のサマセット・ロードで生まれた。生家については『海の彼方の遺産を追って』(Trustee from the Toolroom)に登場する。
ドラゴン・スクール、シュルーズベリー・スクール、オックスフォード大学ベリオール・カレッジで教育を受け、1922年に工学の第3級学位を取得して卒業した。
父のアーサー・ハミルトン・ノーウェイは、第一次世界大戦以前にアイルランドで郵便局長となり、1916年のイースター蜂起のときにはダブリンの中央郵便局に所属していた。シュート自身もイースター蜂起において担架運搬人として活動し、表彰を受けている。
シュートはウーリッジの王立陸軍士官学校に入学し、砲手としての訓練を受けた。第一次世界大戦のとき、希望する陸軍航空隊に入隊することができなかったが、シュートはそれを自身の吃音が理由だと信じていた。1918年8月、サフォーク連隊に下士官として入隊した。テムズ河口のグレイン島の警備の任務につき、1918年のスペインかぜの流行時にはケント州の軍葬に参列した。

## 航空分野におけるキャリア
1922年、大学卒業後にデ・ハビランド・エアクラフトに航空工学者兼パイロットとして入社した。この頃からネヴィル・シュートのペンネームで小説を執筆するようになったが、ペンネームを使ったのは、雇用主や同僚から「真面目な人間ではない」と思われたり、小説の内容が会社にとって不利益になったりする可能性があったためだった。
1924年、昇進の機会がないことに不満を持ってヴィッカースに移籍し、ヴィッカースの子会社のエアシップ・ギャランティーで飛行船R100プロジェクトの応力解析のための首席計算官となった。1929年にバーンズ・ウォリスの下でプロジェクトの副主任技師に昇進し、ウォリスがプロジェクトから離れると、シュートが後任の主任技師となった。
R100はイギリス政府の要請により開発された旅客用飛行船の試作機で、政府の資金援助を受けていた。1930年にはカナダまでの往復飛行に成功した。しかし同年10月、空軍省が開発を主導した飛行船R101が墜落したことで、政府の飛行船への関心がなくなり、R100の飛行は直ちに中止され、1931年に機体が解体された。
シュートは1954年の自伝"Slide Rule"で、2つの飛行船の開発について詳細に記している。シュートは、R38を建造する前に、関連する官僚たちが飛行船の空力計算をすることもなく、ドイツの飛行船の寸法を真似しただけであったことに気づきショックを受けたと書いている。R100では横フレーム1本の空力計算にも2～3か月を要しており、その計算は「ほとんど宗教的な修行に等しかった」と述べている。シュートは、「この（R101の）災害は、カーディントンの人々というよりもシステムの問題だった」とし、これでわかることは「政府の役人は技術的開発には何の役にも立たず、（彼らが開発した）どんな兵器も良い兵器にはならない」ということであると述べた。R101は、航空大臣トムソン卿の飛行船によるインド訪問の日程に間に合わせるために、最良の天候の下行われた1回の短い試験飛行だけで型式証明がなされていた。シュートは、R101の外殼のカバーがゴム製の接着剤を使用したテープで貼り付けられ、接着剤が機械油と反応してテープが剥がれた可能性が高いと考えた。シュートは、R101の設計・管理チームに対して非常に批判的であり、彼らがこの飛行船の設計や構造の欠陥を隠蔽したのではないかと推測している。マンハッタン計画に参加した工学者であるバージニア工科大学のアーサー・スクワイアズは著書"The Tender Ship"の中で、シュートによるR100とR101に関する記述を、「政府は技術プロジェクトの管理者としては無能である」という自身の説の例として引用している。
1931年、R100プロジェクトが中止されたため、シュートはデ・ハビランド出身のデザイナー、A・H・ティルトマンとともに、航空機製造会社のエアスピード(Airspeed Ltd.)を設立した。同社は、ヨークにあるトロリーバスの車庫だった建物を拠点とした。設立当初は色々問題があったものの、同社の双発レシプロ機エンボイが王族専用機に選ばれたことで、知名度を上げた。第二次世界大戦勃発前に、エンボイの軍用版のオックスフォードが開発された。オックスフォードはイギリス空軍やイギリス連邦の標準的な練習機となり、8500機が製造された。
シュートは、エアクラフト クーリエの油圧式降着装置やR100の開発の功績により、王立航空協会フェローに選出された。

## 第二次世界大戦
第二次世界大戦が勃発する頃には、シュートは新進の小説家として注目を受け始めていた。シュートは志願して海軍予備員(RNVR)に入隊した。末端の兵士として活動するつもりだったが、入隊してすぐに経歴や技術経験を聞かれ、その結果として中尉(sub-lieutenant)に任命された。シュートは中尉という「目眩がするような階級」となり、上級士官として小さな船に配属されたら「自分で何かをしなければならない」と密かに不安に思っていた。しかしシュートが配属されたのは、後に「雑兵器開発部」(DMWD)となる兵器開発部門であり、シュートは技術部長として、ヴィッカースの元上司のデニスタウン・バーニーとともに秘密兵器の開発に当たった。ここでシュートが開発した兵器には、パンジャンドラムやロケット徹甲弾などがある。ロケット徹甲弾で初めてUボートが撃沈された後、ヘッジホッグを開発した同僚のチャールズ・F・グッドイブは、「あなたが初期段階でこの兵器を推進することを決めた先見性が完全に立証されたことを嬉しく思う。おめでとう」とシュートにメッセージを送った。
シュートが作家として有名になったことから、情報省は1944年6月6日のノルマンディー上陸作戦にシュートを従軍させ、その後、特派員としてビルマに派遣した。終戦時の階級は中佐(lieutenant commander)だった。

## 執筆活動
シュートが最初に書いた小説は1923年の"Stephen Morris"であるが、その続編として1924年に書かれた"Pilotage"とともに、出版は死後の1961年に行われた。
シュートの小説で最初に出版されたのは、1926年の"Marazan"である。その後は、1950年代までおおむね2年に1冊の本を出版していたが、1931年にエアスピード社を設立するまでの6年間は小説を発表していない。本の売れ行きは作品ごとに少しづつ伸びていたが、1957年の『渚にて』(On the Beach)により知名度が急に上がった。
シュートの小説は、シンプルで読みやすい文体で書かれており、展開は明確に分けられている。恋愛要素がある作品であっても、セックスについては遠回しにしか言及されない。多くの作品で、作中に登場しない人物が語り手となっている。シュートの作品は、その題材により、第二次世界大戦以前の飛行士の冒険、第二次世界大戦、オーストラリアの3つに分類される。シュートの作品に共通するテーマは「労働者の尊厳」である。また、階級、人種、宗教などの社会的障壁を乗り越えるというテーマも、繰り返し描かれている。オーストラリアを題材とした作品は、オーストラリアを賛美し、一方でアメリカの風俗は貶め、第二次世界大戦後の社会主義的な政権となったイギリスには反感を露わにしている。シュートの作品の主人公は、シュート自身と同様の、大学を卒業した中流階級の人物が多くなっている。
シュートの作品の背景には、本業としていた航空工学がある。シュートの作品には、「エンジニアとは、どんな馬鹿でも1ポンドでできることを、10シリングでできる人のことだ」という言葉が何度も用いられている。
シュートの小説の中には、科学的・合理的な概念と、転生などの神秘的・超常的な概念との間の境界を探究しようとするものがいくつかある。シュートは、主流とみなされる小説の中にファンタジーやSFの要素を取り込むことで、これを実現した。"The Chequer Board"では仏教占星術や予言、"No Highway"ではプランシェット、"In the Wet"では転生、SF、アボリジニの超能力が描かれている。
シュートの作品は24冊出版されている。そのうちのいくつかは映画化・テレビドラマ化されている。
- Lonely Road（1936年）
- Landfall: A Channel Story（1949年）
- Pied Piper（1942年、1959年、1990年（テレビドラマ））
- On the Beach（1959年、2000年）
- No Highway（1951年）
- A Town Like Alice（1956年、1981年（テレビドラマ）、1997年（ラジオドラマ））
- The Far Country（1972年（テレビドラマ）、1987年）[14]

2009年、ビンテージ・ブックスがシュートの作品23冊を再出版した。
"The Seafarers"は死後40年以上経った2002年に出版された。この作品は、1946年から1947年にかけて最初に書かれたものの、完成しないまま放置された。1948年に一部書き直してタイトルを"Blind Understanding"に変更したが、未完成のまま残された。2002年に出版された本の序文で、ダン・テルフェアは、この作品のテーマの一部は1955年の小説"Requiem for a Wren"で使われていると述べている。

## 戦後の活動
1948年、作家のジェームズ・リデルと共に、自身が保有するパーシバル プロクターでイギリスからオーストラリアまで往復し、1950年に、この旅を題材とした"Flight of Fancy"を出版した。
この旅から帰った後、シュートは「イギリスの税制に圧迫されている」と考えるようになり、一家でオーストラリアに移住することを決意した。1950年、妻と2人の娘とともに、メルボルンの南東のラングワーリンの農地に移住した。そのままオーストラリアに永住するつもりだったが、当時はイギリス国籍のままでも問題がなかったことから、オーストラリアの市民権の申請は行わなかった。
1950年代から1960年代にかけて、シュートは世界のベストセラー作家の一人であった。
1956年から1958年にかけて、趣味で自動車レースに参加し、白いジャガー・XK140を運転した。そのときの経験が『渚にて』に反映されている。
1960年、脳卒中によりメルボルンで死去した。

## 私生活
1931年3月7日、シュートは28歳の開業医フランシス・メアリー・ヒートン(Frances Mary Heaton)と結婚した。2人の間には、フェリシティ(Felicity)とシャーリー(Shirley)の2人の娘がいた。
従妹にアイルランド系アメリカ人女優のジェラルディン・フィッツジェラルドがいる。

## 著作
- Stephen Morris（1923年、出版は1961年）ISBN 1-84232-297-4 - 若い飛行士が大胆で危険なミッションに挑む。
- Pilotage（1924年、出版は1961年） - Stephen Morrisの続編
- Marazan（1926年）ISBN 1-84232-265-6 - 墜落し、脱獄囚により救出された飛行士が、囚人に無実の罪を着せた麻薬組織の壊滅に協力する。
- So Disdained（1928年）ISBN 1-84232-294-X - 1926年のイギリスのゼネストの直後に書かれたもので、イギリス社会における社会主義についての議論を反映している。主人公は当初、国王や国に対する忠誠よりも、祖国を裏切ってソ連のスパイとなった友人への忠義の方を優先する。後に、主人公はイタリアのファシストと手を結んでソ連のスパイ団に対抗する。
- Lonely Road（1932年）ISBN 1-84232-261-3 - この小説では陰謀論と反陰謀論と取り扱い、文体の実験を行っている。
- Ruined City（1938年）ISBN 1-84232-290-7 - 裕福な銀行家が違法な金融取引によって、寂れた造船の街を復活させたが、銀行家は詐欺罪で刑務所に入れられる。この小説は、シュートの航空機製造会社設立の経験を元に書かれたものである。
- What Happened to the Corbetts（1938年）ISBN 1-84232-302-4- 第二次世界大戦初期に執筆されたこの小説の中で、サウザンプトンをドイツ軍が爆撃することが予言されている。
  - 日本語訳: 林清俊 訳『試練: コービット一家に何が起きたのか』Kindle、2015年。
- An Old Captivity（1940年）ISBN 1-84232-275-3 - グリーンランドの遺跡の空撮を依頼された飛行士が、心労のために飲んだ睡眠薬で昏睡状態になり、バイキングの奴隷になってグリーンランドを発見した夢を見る。シュートはこの小説で、初めて転生をテーマに取り上げている。
  - 日本語訳: 福島昌夫 訳『操縦士』高山書院、1941年。
- Landfall: A Channel Story（1940年）ISBN 1-84232-258-3 - イギリス空軍の若い操縦士が誤ってイギリスの潜水艦を撃沈し、左遷される。彼の恋人が、彼が撃沈したのは実際にはドイツの潜水艦であったことを突き止め、名誉が回復される。
- Pied Piper（1942年）ISBN 1-84232-278-8 - フランスに旅行中のイギリスの老人が、ナチスのフランス侵攻を受けて帰国する際に、7人の子供を救出する。
  - 日本語訳: 池央耿 訳『パイド・パイパー―自由への越境』東京創元社、2002年。
- Most Secret（1942年、出版は1945年）ISBN 1-84232-269-9 - 第二次世界大戦中のフランスによる漁船を利用したドイツ軍への無差別攻撃を描く。
- Pastoral（1944年）ISBN 1-84232-277-X - 第二次世界大戦中のイングランドの田舎の空軍基地における隊員たちの人間関係と恋愛を描く。
- Vinland the Good（映画台本、1946年）ISBN 1-889439-11-8
- The Seafarers（1946-1947年、出版は2002年）ISBN 1-889439-32-0 - 第二次世界大戦末期に出会ったイギリス海軍中尉と王立婦人海軍兵士(WREN)の物語[23]。
- The Chequer Board（1947年）ISBN 1-84232-248-6 - 第二次世界大戦で負傷し死期が近い元操縦士が、戦中に出会った3人の男性の足取りを追う。この小説には、アメリカや、イギリスに駐留するアメリカ軍における人種差別についての考察が含まれている。
- No Highway（1948年）ISBN 1-84232-273-7 - イギリスとカナダを舞台とする。王立航空研究所の変わり者の科学者（英語版）が新型旅客機の金属疲労を予言するが、まともに取り合ってもらえない。この小説が発表された後の1954年、デ・ハビランド コメットが金属疲労により相次いで墜落した。
- A Town Like Alice（1950年）ISBN 1-84232-300-8 - 第二次世界大戦中、主人公のイギリス人女性はイギリス領マラヤで日本軍の捕虜となり、そこでオーストラリア人男性兵士と出会う。戦後、2人はお互いを探しに行く。タイトルの「アリス」とはアリススプリングスのことである。
  - 日本語訳: 小積光男 訳『アリスのような町』日本図書刊行会、2000年。
- Round the Bend（1951年）ISBN 1-84232-289-3 - 航空機の整備士の間で新興宗教が広まる。シュートはこの作品を自身の最高傑作と述べた。この小説では人種差別を取り上げ、白豪主義を非難している。
- The Far Country（1952年）ISBN 1-84232-251-6 - 若い女性がオーストラリアへ旅行する。この小説では、イギリスの社会主義（英語版）や国民健康保険が非難されている。
  - 日本語訳: 末永時恵 訳『遥かな国』新潮社、1956年。
- In the Wet（1953年）ISBN 1-84232-254-0 - 聖公会の司祭を語り手とするオーストラリアの飛行士の物語。この作品の中には、薬物による未来（1980年代）のイギリスへのフラッシュフォワードが描かれている。この小説では、イギリスの社会主義や、反君主主義的な民主主義的感情を批判している。
- Slide Rule: Autobiography of an Engineer（1954年）ISBN 1-84232-291-5 - シュートの自伝。1938年までを取り上げている。
- Requiem for a Wren（1955年）ISBN 1-84232-286-9 - 第二次世界大戦中に誤ってポーランド難民を乗せた飛行機を撃墜した元王立婦人海軍兵士(WREN)が、罪悪感から、亡くなった恋人の出身地のオーストラリアへ渡り、その両親のために匿名で働く。『WRENへの鎮魂歌』というタイトルは、ウィリアム・フォークナーの1951年の小説『尼僧への鎮魂歌（英語版）』(Requiem for a Nun)をもじったものである。
- Beyond the Black Stump（1956年）ISBN 1-84232-246-X - オーストラリアの辺境に住む型破りな家族と、オレゴンに住む伝統的な家族の倫理観の比較。
- On the Beach（1957年）ISBN 1-84232-276-1 - シュートの代表作。全面核戦争による放射能汚染によって人類が滅亡する直前のメルボルンを舞台とする。1959年にグレゴリー・ペックとエヴァ・ガードナーの主演で映画化された。
  - 日本語訳:
木下秀夫 訳『渚にて』文藝春秋新社、1958年。
佐藤龍雄 訳『渚にて 人類最後の日』東京創元社、2009年。ほか
- The Rainbow and the Rose（1958年）ISBN 1-84232-283-4 - 1人の男の3つの恋の物語。
  - 日本語訳: 大門一男 訳『失なわれた虹とバラと』講談社、1968年。
- Trustee from the Toolroom（1960年）ISBN 1-84232-301-6 - シュートの遺作。難破したヨットから失われた遺産のダイヤモンドを回収する。
  - 日本語訳: 『海の彼方の遺産を追って』 8巻、リーダーズ・ダイジェスト〈リーダーズダイジェスト名著選集〉。